# Bergholm (vid Kirjais, Nagu)
Bergholm är en ö nära Kirjais i Nagu,  Finland. Den ligger i Skärgårdshavet i Pargas stad i den ekonomiska regionen  Åboland i landskapet Egentliga Finland, i den sydvästra delen av landet. Ön ligger omkring 5 kilometer nordost om Kirjais, 9 kilometer sydost om Nagu kyrka, 37 kilometer söder om Åbo och omkring 160 kilometer väster om Helsingfors. Närmaste allmänna förbindelse är förbindelsebryggan vid Pensar som trafikeras av M/S Nordep.
Öns area är 27,4 hektar och dess största längd är 1 kilometer i öst-västlig riktning. Ön höjer sig omkring 35 meter över havsytan.